# Nymphon crosnieri
Nymphon crosnieri är en havsspindelart som beskrevs av Stock, J.H. 1965. Nymphon crosnieri ingår i släktet Nymphon och familjen Nymphonidae. Inga underarter finns listade i Catalogue of Life.